# Tarsaster cocosanus
Tarsaster cocosanus är en sjöstjärneart som först beskrevs av Ludwig 1905.  Tarsaster cocosanus ingår i släktet Tarsaster och familjen Pedicellasteridae. Inga underarter finns listade i Catalogue of Life.